# Błędnikowate
Błędnikowate, łaźcowate, labiryntowate (Anabantidae) – rodzina słodkowodnych ryb okoniokształtnych zaliczana do błędnikowców. Ze względu na atrakcyjne ubarwienie i ciekawą biologię często spotykane w akwarystyce.

## Zasięg występowania
Południowo-wschodnia i centralna Afryka oraz południowa Azja. Występują w wodach słodkich i – rzadziej – w słonawych.

## Charakterystyka
Ryby z tej rodziny mają narząd błędnikowy zwany labiryntem umożliwiający im oddychanie powietrzem atmosferycznym. Najbardziej rozwinięty labirynt posiada łaziec indyjski (Anabas testudineus),  u ryb z rodzaju Sandelia i Ctenopoma ma znacznie prostszą postać. Łaźcowate pływają w pobliżu lustra wody. Mogą przebywać w wodach ubogich w tlen. Potrafią przemieszczać się po wilgotnym lądzie. Niektóre gatunki budują gniazda i opiekują się potomstwem.

## Klasyfikacja
Rodzaje zaliczane do tej rodziny:
Anabas — Ctenopoma — Microctenopoma — Sandelia